# Justin Harvey Smith
Pour les articles homonymes, voir Justin Smith (homonymie) et Smith.
Justin Harvey Smith (né le 13 janvier 1857 à Boscawen, dans le New Hampshire – mort le 21 mars 1930 à Brooklyn) est un historien américain. Il est spécialiste de la guerre américano-mexicaine, et remporte en 1920 le prix Pulitzer d'histoire pour son ouvrage  The War with Mexico,.

## Biographie
Justin Harvey Smith naît le 13 janvier 1857 à Boscawen, dans le New Hampshire. Il fait ses études au Dartmouth College, y obtenant son master en 1881. Il suit aussi l'enseignement de l'Union Theological Seminary entre 1879 et 1881. Smith travaille pour les Éditions Scribner entre 1881 et 1883 et pour les éditions Ginn & Co. entre 1883 et 1898, dont il devient partenaire en 1890.
Il est professeur d'histoire contemporaine (en anglais, Modern History (en)) à Dartmouth de 1899 à 1908. Il quitte ce poste cette année-là pour se consacrer à ses recherches. il publie en 1911 The Annexation of Texas, et The War with Mexico en 1919. Pour ce dernier, il reçoit le prix Pulitzer d'histoire en 1920. Il est élu membre de l'American Antiquarian Society en 1909. De 1917 à 1923, Justin Harvey Smith est président de la Commission des manuscrits historiques (Historical Manuscripts Commission) de l'American Historical Association. 
Il meurt le 21 mars 1930, à Brooklyn. Ses archives sont remises à la collection américo-latine de l'Université du Texas à Austin, (aujourd'hui nommée la Benson Latin American Collection (en)). Elle concerne essentiellement la guerre américano-mexicaine.

## Publications
- The annexion of Texas. 1911.
- Arnold's march from Cambridge to Quebec. 1903.
- Our struggle for the 14th colony. 1907.
- The troubadours at home. 1899.
- The War with Mexico, 2 volumes, 1919